# Magnanime (1779)
Pour les autres navires du même nom, voir Le Magnanime.
Le Magnanime est un navire de guerre français, en service de 1779 à 1793. C'est un vaisseau de ligne de troisième rang portant 74 canons sur deux ponts. Il est construit et lancé très rapidement pendant la mobilisation navale qui correspond à l'entrée de la France dans la guerre d'Indépendance Américaine. C'est un vaisseau de force mis sur cale selon les normes définies dans les années 1740 par les constructeurs français pour obtenir un bon rapport coût/manœuvrabilité/armement afin de pouvoir tenir tête à la marine anglaise qui dispose de beaucoup plus de navires. Il s'agit du troisième vaisseau de 74 canons à porter ce nom, après celui lancé sous Louis XIV, et celui construit sous Louis XV. Ils auront un successeur sous Napoléon, un 74 de la classe Téméraire.

## Construction
Le Magnanime, lancé en 1779, fait partie des vaisseaux de 74 à l'armement standardisé autour de trois calibres, de 36, 18 et 8 livres. Ses plans sont repris en 1781 pour construire l’Illustre.
L'armement de chaque batterie :

28 canons de 36 livres dans sa première batterie ;

30 canons de 18 livres dans sa seconde batterie ;

16 canons de 8 livres sur les gaillards.

Poids total d'une bordée : 838 livres, soit 410 kg de boulets en fonte.

## La carrière du vaisseau
En 1781, sous le commandement du capitaine de vaisseau Jean-Antoine Le Bègue de Germiny, il fait partie de l'escadre de vingt vaisseaux armée à Brest pour partir en Amérique sous les ordres du lieutenant général des armées navales Grasse. Son équipage compte avant le départ 911 hommes :

20 officiers, 4 passagers (dont 2 officiers des troupes de marine), 3 gardes-marine, 8 volontaires, 112 officiers mariniers, 27 gabiers, 11 timoniers, 341 matelots, 29 canonniers militaires, 83 novices et garde-côtes, 22 surnuméraires, 69 mousses, 157 soldats (essentiellement du régiment de Foix) et 25 domestiques.
Le départ a lieu le 22 mars 1781 ; la traversée de l'Atlantique coûte six vies au Magnanime par divers accidents (chutes et noyades).
Le 29 avril, à son arrivée à la Martinique, l'escadre affronte celle du contre-amiral Hood à la limite de la portée de tir. Le Magnanime tire 397 boulets sur deux vaisseaux britanniques, a un mort et trois blessés.
La deuxième affaire importante est la bataille de la baie de Chesapeake, le 5 septembre 1781. Le Magnanime fait partie de l'escadre bleue, soit l'arrière-garde (cette dernière commandée par Monteil sur le Languedoc), qui n'a pas l'occasion d'ouvrir le feu.
Le troisième combat est la bataille de Saint-Christophe, les 25 et 26 janvier 1782 : l'escadre de Hood est au mouillage, attaquée par les Français. Le Magnanime, à l'avant-garde (commandée par Vaudreuil), s'en prend au HMS Barfleur (de 98 canons) à mi-portée puis le lendemain au quart de portée (environ 600 boulets) ; seulement quatre blessés sur le français.
Le dernier affrontement commence le 9 avril 1782 par une bataille rangée pendant laquelle le Magnanime, à l'avant-garde de la flotte française, tire 416 boulets mais en reçoit quinze dans sa coque et trois dans ses mâts. Plusieurs de ses voiles sont en lambeaux, son grand mât de hune est cassé, et sa carène est couverte d'algues : le vaisseau ralenti toute la flotte.
Le 12 avril 1782, la flotte de Grasse doit de nouveau affronter celle de Rodney lors de la bataille des Saintes. Le Magnanime est à l'avant-garde, mais les vaisseaux britanniques réussissent à couper la ligne française entre le Diadème et le Magnanime ; ce dernier se retrouve à 10 h entre deux vaisseaux trois-ponts ennemis qui le matraque.

Après avoir envoyé 905 boulets, il quitte la ligne de bataille : 28 hommes sont morts, 91 sont blessés dont le capitaine, le mât d'artimon est percé, celui de misaine fragilisé, il a sept boulets dans le beaupré et un en plein dans le grand mât.

« Étant sans mouvement, je n'ay jamais pû rallier nos vaisseaux suivant l'ordre répété des chefs, cependant on tiroit toujours sur moy, mais d'un peu loin, et quoique les boulets me tuâssent du monde, j'empêchois de tirer pour ne pas attirer l'attention des ennemis, ce qui m'a réussi [...]. »
Le retour à Brest d'une partie de la flotte a lieu le 23 août. Le capitaine Le Bègue est écouté par la commission d'enquête de Brest (de septembre 1782 à juillet 1783), puis par le conseil de guerre à Lorient (de septembre 1783 à mai 1784) comme témoin et accusé. Le verdict ne le sanctionne pas.
Le vaisseau est finalement démoli à Brest en 1793.